# 2843 Yeti
2843 Yeti è un asteroide della fascia principale del diametro medio di circa 10,4 km. Scoperto nel 1975, presenta un'orbita caratterizzata da un semiasse maggiore pari a 2,2989209 UA e da un'eccentricità di 0,1284087, inclinata di 5,46744° rispetto all'eclittica.